# Jakub Vrchota z Rosenwertu
Jakub Vrchota z Rosenwertu (též Jakub Perger z Rosenwerthu, ? – 10. července 1651, Plasy?) byl opatem cisterciáckého kláštera v Sedlci a následně v plaském klášteru.
Jakub Vrchota byl šlechticem, který pocházel z Trutnova (či z Třeboně, kde byl jeho bratr Vavřinec Vrchota duchovním krále Ferdinanda III.). Za opata J. Vašmucia byl přijat do plaského kláštera jako novic a složil zde po příslušné formaci věčné sliby. Později působil v rozvráceném sedleckém klášteře, kde byl v letech 1638–1639/40 opatem. Na opatský úřad však rezignoval a odešel do Plas. Zvolen plaským opatem byl na Velehradě 30. ledna 1640 a ve funkci zůstal až do své smrti roku 1651.
Opat Vrchota nechal postavit na místě zbořené poutní kaple zasvěcené Panně Marii v Mariánském Týnci kostelík s cílem vybudovat významné poutní místo, které bylo později známé jako Mariánská Týnice.
| Opati sedleckého kláštera | Opati sedleckého kláštera               | Opati sedleckého kláštera |
| ------------------------- | --------------------------------------- | ------------------------- |
| Předchůdce: Jiří Salfeldt | 1638–1639/40 Jakub Vrchota z Rosenwertu | Nástupce: Mikuláš Sperber |

| Opati plaského kláštera    | Opati plaského kláštera                 | Opati plaského kláštera   |
| -------------------------- | --------------------------------------- | ------------------------- |
| Předchůdce: Jiří Vašmucius | 1639/40–1651 Jakub Vrchota z Rosenwertu | Nástupce: Kryštof Tengler |